# Den svenska sångboken
Den svenska sångboken er en svensk sangbog af Anders Palm og Johan Stenström fra 1997 (en ny version blev udgivet i 2003). I 1999 blev opfølgeren Barnens svenska sångbok udgivet.
Den svenska sångboken indeholder 331 kendte svenske sange (versionen fra 2003 indeholder 365) af blandt andet Carl Michael Bellman, Birger Sjöberg, Evert Taube, Lars Forssell, Olle Adolphson, Ulf Lundell, Mikael Wiehe, Benny Andersson, Lasse Berghagen, Eva Dahlgren, Lisa Ekdahl, Lasse Dahlquist og Åsa Jinder. I slutningen af bogen findes referencer og kommentarer til flere sangere.